# غريغ كلارك (لاعب كرة قدم أمريكية)
غريغ كلارك (بالإنجليزية: Greg Clark)‏ هو لاعب كرة قدم أمريكية أمريكي، ولد في 7 أبريل 1972 في سنترفيل في الولايات المتحدة.

## وصلات خارجية
- غريغ كلارك على موقع مرجع كرة القدم المحترفة.كوم (الإنجليزية)